# 下条妙蓮寺
下条妙蓮寺（しもじょうみょうれんじ）は、静岡県富士宮市にある日蓮正宗の本山格寺院である。山号は多宝富士山。正式名称は妙蓮寺。日興の法脈を継承し、勝劣派、宗祖本仏論を奉ずる富士門流に属してきた。かつては静岡県の旧駿河の東部に分布する大石寺、北山本門寺、西山本門寺、小泉久遠寺とともに同門流の「富士五山」を構成し、かつ京都要法寺、伊豆実成寺、保田妙本寺とあわせて「興門八本山」のひとつにも数えられた。明治期には富士門流の統一教団日蓮宗興門派（のち本門宗）の結成に参加、興門八本山より輪番制で就任する同宗の管長には、第3代として寺堀日善、第13代・21代として稲葉日穏などが着任した。現在の住職は46代・慧澄院日実（漆畑日実、日蓮正宗宗務院海外部長）である。
表門及び客殿は、この地方に残る木造建築としては最大級のもので、富士宮市指定文化財に指定されている。

## 沿革
正中元年（1324年）大石寺開基の南条時光が、妻妙蓮尼の一周忌供養のため自らの邸宅跡を寺院とし、開山に寂日房日華を招いて建立。
- 1813年（文化10年） - 客殿を再建[1]。
- 1819年（文政2年）- 表門を再建[1]。
- 1876年（明治9年）- 末寺7ヶ寺とともに、富士門流の統一教団日蓮宗興門派の結成に参加。
- 1899年（明治32年）- 日蓮宗興門派は本門宗と改称。
- 1900年（明治33年）- 大石寺とその末寺が本門宗をはなれ、日蓮宗富士派（のち日蓮正宗と改称）として独立。下条妙蓮寺は本門宗に残留。
- 1914年（大正3年）- 本堂を北山本門寺の開山堂として移築。
- 1941年（昭和16年）本門宗は一致派の日蓮宗、勝劣派の顕本法華宗とともに三派合同を行い、日蓮宗を結成。
- 1950年（昭和25年）12月25日[2] - 下条妙蓮寺は旧末寺6ヶ寺とともに日蓮宗を離れ、日蓮正宗に合流、現在に至る。日蓮宗に残留した旧末寺1ヶ寺（忠正寺）も1960年に日蓮宗を離脱して日蓮正宗に合流。江戸時代に本寺の触れ頭であった蓮華山妙典寺は日蓮宗に残留。詳細は本山・末寺一覧(日蓮正宗)および末寺(日蓮宗)を参照。
- 1972年（昭和47年）- 蓮一坊・蓮二坊・蓮三坊・蓮四坊が建立。
- 1974年（昭和49年）- 本堂を再建。
- 1981年（昭和56年）- 宝蔵・鐘楼建立。
- 1986年（昭和61年）- 日華堂を再建。

開基とされる寂日房（じゃくにちぼう）日華（にっけ）は、日蓮正宗においては大石寺住職（日蓮正宗法主）にのみ与えられる上人号を許され、「日華（にっけ）上人」と古来号されており、妙蓮寺と同じく「日華上人」開基とされる日蓮正宗総本山大石寺塔中寂日坊は「代官坊」と称され、塔中寺院すべての山門並びに塀が黒漆であるにもかかわらず、寂日坊だけは朱塗りとされてきた。これは「日華上人」が大石寺開山（日蓮正宗第二祖）日興をよく補佐し、代官を務めたことによるとされている。
したがって古来、妙蓮寺の山法山規はすべて大石寺に準じており、大石寺と通用があったが、戦後の宗教法人法改正までは、大石寺に準じて僧俗和合して寺運興隆を図ってきた。

## 歴代住職
| 代   | 日号 | 阿闍梨号・院号       | 御遷化年月日                                            | 享年 | 備考 |
| ---- | ---- | -------------------- | ------------------------------------------------------- | ---- | --- |
| 宗祖 | 日蓮 |                      | 弘安5年10月13日（1282年）                               | 61歳 | 武蔵・池上にて御入滅 |
| 2祖  | 日興 | 白蓮阿闍梨           | 元弘3年2月7日（1333年）南朝 正慶2年2月7日（1333年）北朝 | 88歳 | 上条大石寺建立 北山本門寺建立 |
| 3代  | 日華 | 二十家阿闍梨・寂日坊 | 建武元年8月16日（1334年）                               | 83歳 | 駿河・上条大石寺寂日坊開山 駿河・北山本門寺養仙坊開山 甲斐・本覺寺開山 伊豆・蓮正寺開山 甲斐・鰍沢蓮華寺、経王寺開山 甲斐・小室妙法寺開山 甲斐・蓮詮寺開山 |
| 4代  | 日相 | 侍従公               | 貞治6年2月8日（1367年）                                 |      | 南条時光八男 |
| 5代  | 日眼 | 大法坊               | 至徳元年8月22日（1384年）                               |      | 南条時光九男 |
| 6代  | 日清 |                      | 應永18年11月26日（1411年）                              |      | 駿河・下条妙蓮寺本妙坊開山 |
| 7代  | 日祐 |                      | 永亨4年3月9日                                           |      | |
| 8代  | 日受 |                      | 長禄3年8月12日                                          |      | |
| 9代  | 日達 |                      | 文明13年7月23日                                         |      | |
| 10代 | 日在 |                      | 永正元年10月10日                                        |      | |
| 11代 | 日義 |                      | 天文5年1月1日                                           |      | |
| 12代 | 日顕 |                      | 永禄2年11月5日                                          |      | |
| 13代 | 日伝 |                      | 永禄10年10月10日                                        |      | |
| 14代 | 日堯 |                      | 天正9年6月10日                                          |      | |
| 15代 | 日解 |                      | 寛永15年1月16日                                         |      | |
| 16代 | 日忠 |                      | 寛永元年6月21日                                         |      | 駿河・忠正寺開山 |
| 17代 | 日遵 |                      | 寛永9年8月5日                                           |      | 跡部氏 |
| 18代 | 日観 |                      | 天和3年12月9日                                          | 87歳 | 市川氏 武蔵・妙典寺開山 |
| 19代 | 日諦 | 南条阿闍梨           | 延宝3年11月7日                                          | 59歳 | 望月氏 駿河・下条妙蓮寺本正坊開山 |
| 20代 | 日要 |                      | 元禄9年4月25日                                          |      | 武蔵・妙典寺3代 |
| 21代 | 日誠 |                      | 元禄16年7月22日                                         | 60歳 | |
| 22代 | 日念 |                      | 元禄16年10月17日                                        | 70歳 | |
| 23代 | 日性 |                      | 享保4年5月27日                                          |      | |
| 24代 | 日壽 | 相模阿闍梨           | 享保12年3月12日                                         | 62歳 | |
| 25代 | 日芳 | 隆明院               | 寛保3年10月11日                                         | 57歳 | 駿河・上条大石寺30世日忠 駿河・上条大石寺蓮蔵坊9代 駿河・上条大石寺石之坊3代                                                                               |
| 26代 | 日詮 |                      | 安永3年4月21日                                          | 69歳 | 佐野氏 |
| 27代 | 日立 |                      | 明和6年8月29日（1769年）                                | 51歳 | 武蔵・妙典寺11代 |
| 28代 | 日量 |                      | 寛政9年6月29日（1797年）                                | 68歳 | 武蔵・妙典寺14代 |
| 29代 | 日長 | 大田阿闍梨           | 文化11年7月7日                                          | 69歳 | 駿河・蓮光寺14代 |
| 30代 | 日信 | 自成院               | 文化3年5月22日                                          |      | 武蔵・妙典寺15代 駿河・法善寺11代 |
| 31代 | 日題 |                      | 文政3年9月24日（1820年）                                | 56歳 | 武蔵・妙典寺16代 |
| 32代 | 日定 | 詮量阿闍梨・大行院   | 嘉永3年11月17日（1850年）                               | 81歳 | 武蔵・妙典寺17代 駿河・北山本門寺30世 伊豆・柳瀬實成寺27世                                                                                                 |
| 33代 | 日鍈 |                      | 嘉永3年8月18日（1850年）                                | 71歳 | 武蔵・妙典寺18代 駿河・蓮光寺16代 駿河・法善寺12代 |
| 34代 | 日守 | 唱向院               | 慶應2年7月19日（1866年）                                | 66歳 | 武蔵・妙典寺18代 駿河・法善寺13代 |
| 35代 | 日進 | 題信阿闍梨・栄昌院   | 慶應3年2月12日（1867年）                                | 81歳 | 武蔵・妙典寺19代 駿河・法善寺14代 |
| 36代 | 日暁 | 正忍阿闍梨・量信院   | 明治15年9月24日                                         | 71歳 | 佐野氏 後に大石寺に転派し、帰源院と改む 武蔵・妙典寺21代23代 駿河・蓮光寺17代                                                                              |
| 37代 | 日穏 | 実成院               | 明治41年11月24日（1908年）                              | 77歳 | 稲葉氏 武蔵・妙典寺25代 駿河・蓮光寺18代 駿河・法善寺15代                                                                                                  |
| 38代 | 日善 | 相模阿闍梨・源昶院   | 明治23年6月23日                                         | 50歳 | 堀氏 武蔵・妙典寺26代 駿河・法善寺16代 |
| 39代 | 日体 | 信領阿闍梨           | 明治27年9月13日（1894年）                               | 70歳 | 半井氏 武蔵・妙典寺27代 武蔵・妙行寺11代 |
| 除歴 | 日明 |                      |                                                         |      | 森氏 |
| 40代 | 日撰 | 穏信房               | 大正5年3月27日                                          | 70歳 | 渡田氏 駿河・蓮光寺19代 |
| 41代 | 日乾 | 止妙院               | 昭和11年6月6日（1936年）                                | 63歳 | 稲葉氏 武蔵・妙典寺28代 駿河・法善寺18代 |
| 42代 | 日運 | 寂静院               | 昭和30年3月27日                                         | 82歳 | 赤池氏 駿河・忠正寺17代 駿河・下条妙蓮寺蓮光坊12代 駿河・下条妙蓮寺心教坊16代                                                                              |
| 43代 | 日秀 | 礫川阿闍梨・礫川院   | 昭和25年1月4日                                          | 78歳 | 近山氏 駿河・法善寺19代 駿河・下条妙蓮寺本妙坊20代 |
| 44代 | 日広 | 下条阿闍梨・信受院   | 昭和54年7月4日                                          | 76歳 | 漆畑孝純 駿河・忠正寺18代 |
| 45代 | 日勇 | 行足阿闍梨・常健院   | 平成26年6月16日                                         | 92歳 | 吉田義誠 |
| 46代 | 日実 | 妙岳阿闍梨・慧澄院   |                                                         |      | 漆畑行雄 |

## 伽藍

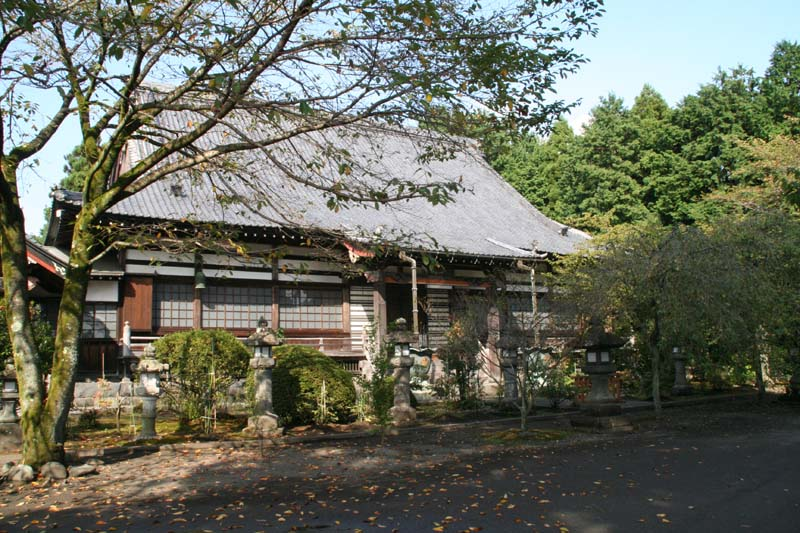
妙蓮寺客殿

塔中に7ヶ坊（本妙坊、心教坊、蓮光坊、蓮一坊、蓮二坊、蓮三坊、蓮四坊）があり、他に忠正寺（富士宮市）、蓮光寺（富士宮市）等の旧末寺がある。伽藍は、本堂（御影堂）・客殿・開基堂（日華堂）・方丈・山門・墓地等よりなる。

平成28年11月23日

## 境内地
妙蓮寺が南条邸跡であることは、総本山大石寺17世日精の「家中抄日華伝」に「時光の旧宅を転じて寺となす。堀之内と号す。南条の堀之内なる故なり。今の妙蓮寺是れなり。」（日蓮正宗聖典666）とあることから、古来より争いはなかった。
現在の境内地は、戦後の農地解放で縮小されているが、元々の境内地は、妙蓮寺の寺名ともなっている妙蓮尊尼の墓所（現在の御影堂の約200メートル北）周辺を北限とし、妙蓮寺の南側墓地と下之坊の中間付近にあった総門（古来、大門と称す。元文2［1737］に消失）付近を南限としていた。これらのことから、妙蓮寺は富士五山の中では、やや小さいながらも南北で1km以上の境内地を有していたと考えられる。
また旧境内における東西の際は江戸時代の古絵図によれば、東の際は大堰堀（おおぜきぼり）、西の際は大堰の支流である半兵衛堀（はんべえぼり）であったと考えられる。上野の中心的用水路である大堰は、上野村誌（諸記録22巻365頁）によれば、現在のように水量豊富でなかったにせよ、徳川以前から存在したことが確実であるとされる。南条家の後に上野に入植した地頭は存在しなかったと考えられることから、或はこれらの用水路は南条家による事業であろうか、更検。
ちなみに、上野の用水路は全て芝川（狩宿付近）より取水している。芝川は安定かつ豊富な水量がわき水を水源として流れる川である。上野には東に潤井川があるが、潤井川は富士山の雪解け水を水源とした水量の安定しない川であることから、上野の耕作田を潤すには不十分であるとして、取水されなかったと考えられる。この他に、中堰堀（なかぜきぼり）・新堀といった用水路が上野にはあるが、新堀は中堰の支流で、中堰堀の成立は上野村誌（諸記録22巻367頁）では、大堰堀とほぼ同時期と推定している。

## 大行尊霊（南条時光）墓所
大行尊霊（南条時光）の墓所は、妙蓮寺の南西約1kmの宮前（みやのまえ）に所在している。
時光の父、南条兵衛七郎の墓所はさらに南西200メートルほどの高土（たかんど）に所在し、文永2［1265］に日蓮大聖人が南条兵衛七郎の墓参に訪れた際も、高土を訪れたと考えられている。
現在、時光の墓地には、妙蓮寺44代漆畑日広により、昭和37年に建立された石塔が建つが、その際に時光の父である兵衛七郎と母尼の石塔も併せて建立されている。
大行尊霊の墓地が元々宮前に所在したのか、それとも一旦は父と同じ高土に埋葬されたのかは定かでないが、通説では、一旦は高土を墓所として、後に現在地に移されたものと解されている。
現在、日広が建立した石塔の後ろには妙蓮寺19世南条阿闍梨日諦が明暦元年(1655)に建立した旧石塔がある。墓地が移転したとすれば、これより以前のこととなるが、或は日諦が移転の措置を講じたものか。いずれにせよ、大行尊霊の墓所が元々妙蓮寺の管理にかかるものであったことがわかる。

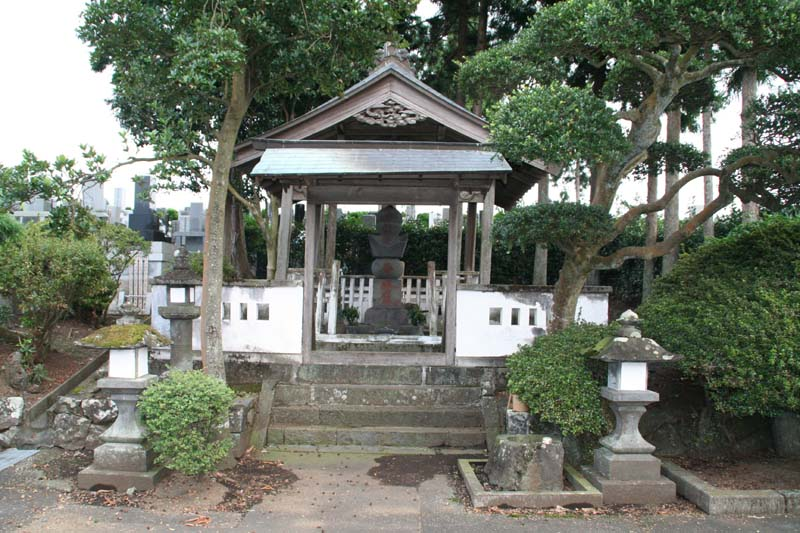
妙蓮寺開山日華の墓所
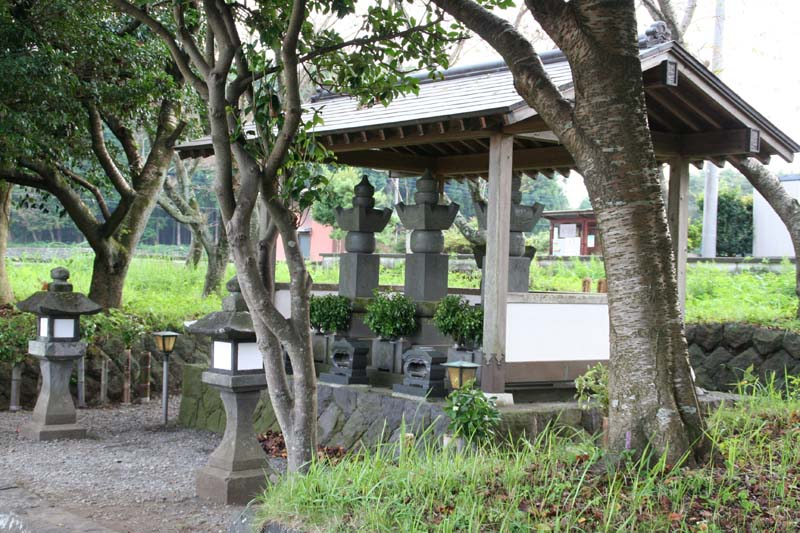
大行尊霊（南条時光）の墓所
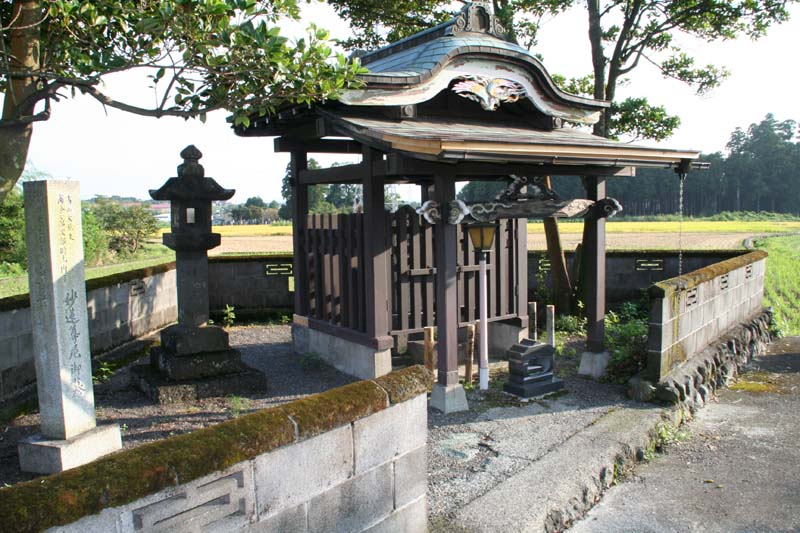
妙蓮寺の由来となった妙蓮尊尼（南条時光夫人）の墓所

## 文化財
市指定有形文化財
- 5棟（客殿・表門・上庫裏・下庫裏・玄関）[3]